# Сушков Михайло Павлович
Сушков Михайло Павлович (рос. Сушков Михаил Павлович; 7 січня (19 січня) 1899, Москва — 6 грудня 1983, там само) — колишній радянський російський футболіст і тренер, футбольний функціонер. Президент радянського дитячого футбольного клубу «Шкіряний м'яч».
Тренер ФК «Динамо» (Київ) у 1948 році. У 1969 році разом з Марком Розіним відвідав Бучач, де відбувалася вирішальна частина турніру на кубок «Золотий колос» серед сільських футбольних команд.